# Bokermannohyla luctuosa
A Bokermannohyla luctuosa a kétéltűek (Amphibia) osztályának békák (Anura) rendjébe és a levelibéka-félék (Hylidae) családjába tartozó faj. A faj korábban a Hyla nemzetségbe tartozott, egy nemrégen történt felülvizsgálat eredményeképpen került át a Bokermannohyla nembe.

## Előfordulása
A faj Brazília endemikus faja, az ország délkeleti részén fekvő Rio de Janeiro és São Paulo államokban él. Természetes élőhelye a szubtrópusi vagy trópusi nedves síkvidéki erdők, folyók, időszakos pocsolyák.

## Megjelenése
Ez a nagy méretű levelibékafaj (55–70 mm) a Bokermannohyla circumdata csoporthoz tartozik. Teste robusztus felépítésű. Orra rövid, legömbölyített. Szeme nagy, kidülledő. Külső hallószerve nagy méretű, csaknem elliptikus, átmérője a szemének 1,2-szerese. Mellső és hátsó végtagjainak ujjai robusztusak, ujjkorongjai csaknem kerekek. Háta barna, sötétebb harántirányú sávokkal. Oldala halvány krémszínű. combjának hátsó felülete barna, jellegzetes függőleges, el nem ágazó fekete csíkokkal. Hasoldala krémszínű.

## Természetvédelem
A faj egyedszáma jelentős. Elterjedési területe nemzeti parkok területére esik: Parque Nacional de Itatiaia (RJ), Parque Municipal do Itapetinga (SP) és Serra do Japi (SP).